# Zygmunt Berezowski
Zygmunt Berezowski ps. Oleśnicki (ur. 17 września 1891 w Potiejówce na Kijowszczyźnie, zm. 1 lipca 1979 w Londynie) – polski prawnik, dziennikarz, polityk i działacz społeczny, poseł na Sejm I,II i III kadencji w II RP z ramienia Związku Ludowo-Narodowego oraz Stronnictwa Narodowego.

## Życiorys
Syn Wiktora i Marii z Wróblewskich. Ukończył gimnazjum w Białej Cerkwi. Studiował prawo w Krakowie i Kijowie. Był członkiem Związku Młodzieży Polskiej „Zet”, od 1915 roku członkiem Ligi Narodowej. Sekretarz generalny Polskiego Komitetu Wykonawczego na Rusi w latach 1917–1919. Członek Rady Polskiej Zjednoczenia Międzypartyjnego w czasie I wojny światowej. W 1920 roku zgłosił się na ochotnika do Wojska Polskiego.
W latach 1922–1935 był posłem na Sejm. W Sejmie Rzeczypospolitej Polskiej I kadencji był członkiem klubu Związku Ludowo-Narodowego. Był sekretarzem generalnym Polskiego Towarzystwa Opieki nad Kresami. Działacz ZLN i SN. Od 1926 roku członek Wydziału Wykonawczego Obozu Wielkiej Polski. Członek Zarządu Głównego SN od 1928 roku. Od 1936 roku członek tajnego kierownictwa SN tzw. Dziewiątki. Redaktor pism „Polityka Narodowa” i „Warszawski Dziennik Narodowy”. 
W czasie okupacji reprezentant SN w Radzie Jedności Narodowej. 
Od 1944 do 1949 pełnił funkcję ministra spraw wewnętrznych w emigracyjnych rządach Tomasza Arciszewskiego i Tadeusza Komorowskiego. Przewodniczący Komitetu dla Spraw Kraju.

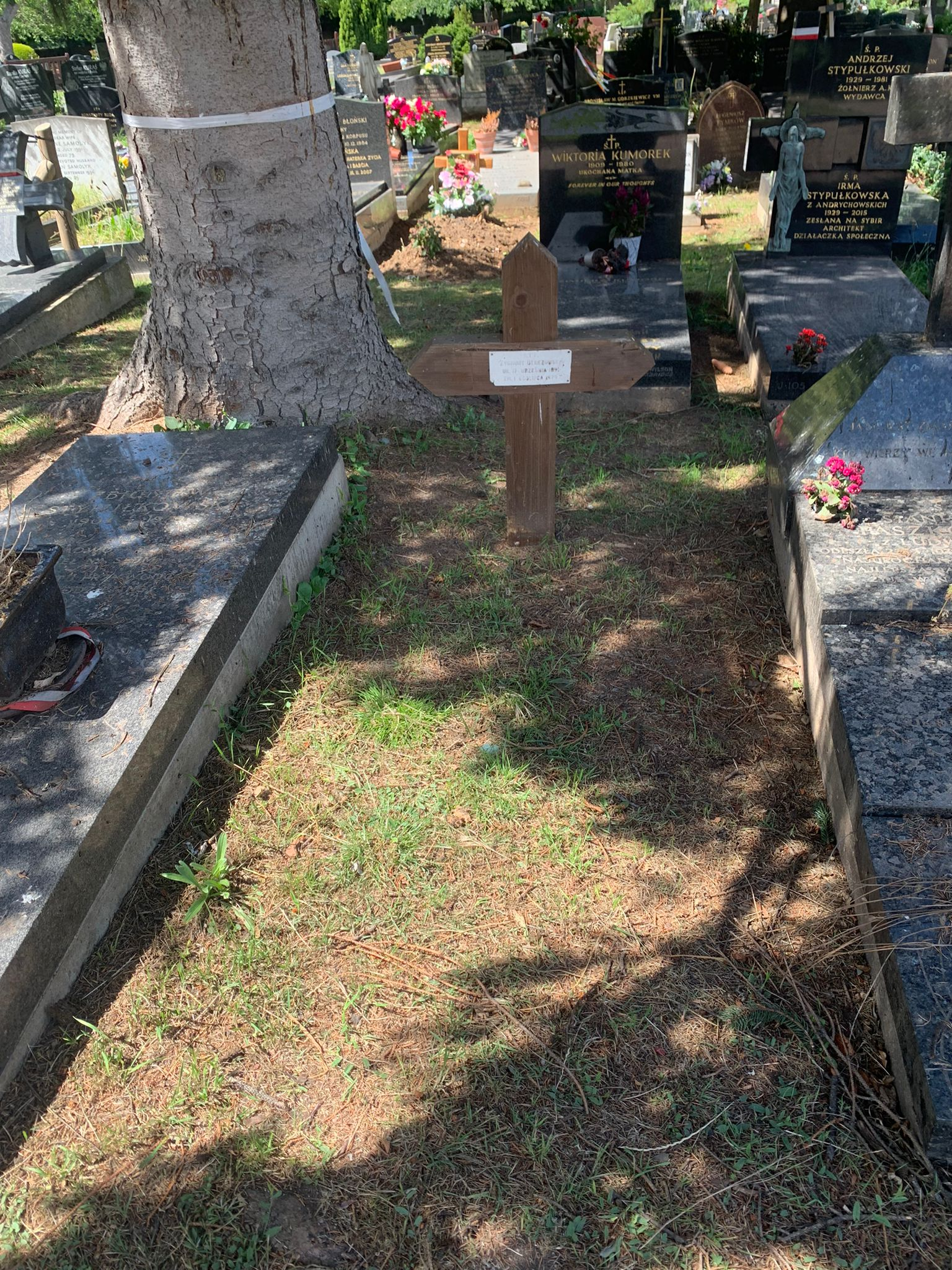
Grób Zygmunta Berezowskiego

Zmarł 1 lipca 1979 roku w Londynie. Pochowany na Cmentarzu Gunnersbury (Sq. J, gr.9A.).